# Provincia de Caranavi
La provincia de Caranavi es una provincia de Bolivia, ubicada en el departamento de La Paz. Cuenta con una superficie de 3.400 km² y una población de 61.524 habitantes (según el Censo INE 2012). La provincia está compuesta por dos municipios, Caranavi y Alto Beni.

## Historia
La provincia fue creada por Decreto Ley Nº 1.401 de 16 de diciembre de 1992, mediante un movimiento popular de unidad que paralizó el norte del departamento de La Paz. Un espíritu de unidad logró que un sector de la Provincia Nor Yungas, bautizada como la capital de la tercera sección con capital Coroico, lograra ser reconocida como la vigésima provincia del departamento de La Paz y reconocida bajo el nombre de provincia de Caranavi con su capital Caranavi, compuesta por 24 cantones con una población de 51.153 habitantes.
Su capacidad agrícola la convierte en una de las provincias más productivas del departamento. La capital provincial, Caranavi, llegó a ser denominada capital cafetalera de Bolivia.

## División administrativa
La provincia de Caranavi está dividida administrativamente en 2 municipios:
| Municipios de la Provincia | Capital                       |
| -------------------------- | ----------------------------- |
| Municipio de Caranavi      | Caranavi                      |
| Municipio de Alto Beni     | Villa Unificada Caserio Nueve |

## Demografía
De acuerdo con el censo boliviano de 2024, la población de la provincia de Caranavi es de 69 533 habitantes.
La población de la provincia ha aumentado a la mitad en las últimas tres décadas: 
| Año  | Habitantes | Fuente                  |
| ---- | ---------- | ----------------------- |
| 1992 | 43 093     | Censo boliviano de 1992 |
| 2001 | 51 153     | Censo boliviano de 2001 |
| 2012 | 61 524     | Censo boliviano de 2012 |
| 2024 | 69 533     | Censo boliviano de 2024 |

### Población por municipios
El municipio que más ha crecido porcentualmente en población fue el municipio de Caranavi. Su crecimiento hasta 2020 es de 56,2 % (desde 1992). El crecimiento de Caranavi se encuentra por encima del crecimiento promedio de la provincia y del crecimiento promedio del departamento, aunque todavía sigue por debajo del promedio nacional. 
| Población histórica de los municipios de la Provincia Caranavi | Población histórica de los municipios de la Provincia Caranavi | Población histórica de los municipios de la Provincia Caranavi | Población histórica de los municipios de la Provincia Caranavi | Población histórica de los municipios de la Provincia Caranavi | Población histórica de los municipios de la Provincia Caranavi |
| Municipio                                                      | Censo de 1992                                                  | Censo de 2001                                                  | Censo de 2012                                                  | Estimación 2020                                                | Crecimiento (1992-2020)                                        |
| -------------------------------------------------------------- | -------------------------------------------------------------- | -------------------------------------------------------------- | -------------------------------------------------------------- | -------------------------------------------------------------- | -------------------------------------------------------------- |
| Caranavi                                                       | 34 310                                                         | 43 060                                                         | 50 330                                                         | 53 622                                                         | 56,2 %                                                         |
| Alto Beni                                                      | 8 783                                                          | 8 093                                                          | 11 194                                                         | 12 123                                                         | 38,0 %                                                         |
| Total Provincia Caranavi                                       | 43 093                                                         | 51 153                                                         | 61 524                                                         | 65 745                                                         | 52,5 %                                                         |
| Departamento de La Paz                                         | 1 900 786                                                      | 2 350 466                                                      | 2 719 344                                                      | 2 926 996                                                      | 53,9 %                                                         |
| Bolivia                                                        | 6 420 792                                                      | 8 274 325                                                      | 10 059 856                                                     | 11 633 371                                                     | 81,1 %                                                         |